# Roswell International Air Center
Roswell International Air Center (RIAC) (IATA: ROW, ICAO: KROW, FAA LID: ROW), också känd som Roswell Industrial Air Center, är en stadsägd flygplats som ligger 11 kilometer söder om centrala Roswell, New Mexico, USA.

## Flygföretag och destinationer
| Flygbolag           | Destinationer       |
| ------------------- | ------------------- |
| American Eagle      | Dallas/Fort Worth   |
| New Mexico Airlines | Albuquerque, Clovis |